# Treatise on Natural Philosophy
Treatise on Natural Philosophy é um livro texto publicado em 1867, de autoria de William Thomson e Peter Guthrie Tait, publicado pela Oxford University Press, que muito contribuiu para o estabelecimento da física atual.
O Treatise foi frequentemente referenciado como T and T, como explicado por Alexander Macfarlane::43
Maxwell had facetiously referred to Thomson as T and Tait as T '. Hence the Treatise on Natural Philosophy came to be commonly referred to as T and T ' in conversation with mathematicians.